# Uraniinae
Uraniinae es una subfamilia de lepidópteros ditrisios de la familia Uraniidae. Contiene siete géneros que se encuentra en los trópicos. A pesar de que son consideradas filogenéticamente polillas nocturnas, son de hábitos diurnos y generalmente son tan coloridas como cualquier mariposa; tanto es así que algunas especies guardan un extraño parecido tanto en forma como en tamaño con algunas mariposas de la familia Papilionidae. Son usualmente tóxicas, de ahí su coloración brillante.

## Especies
Se reconocen los siguientes géneros y especies:
- Alcides Hübner, 1822

- Alcides cydnus Felder, 1859 (Maluku)
- Alcides orontes (Linnaeus, 1763) (Molucas, isla Ambon)
- Alcides metaurus (Hopffer, 1856) (Australia)

- Chrysiridia Hübner, 1823

- Chrysiridia croesus Gerstaecker, 1871 (Este de África)
- Chrysiridia rhipheus Drury, 1773 (Madagascar)

- Cyphura Warren, 1902

- Cyphura albisecta Warren
- Cyphura approximans Swinhoe, 1916
- Cyphura atramentaria Warren
- Cyphura bifasciata Butler, 1879
- Cyphura catenulata Warren, 1902
- Cyphura caudiferaria Boisduval
- Cyphura clarissima Butler
- Cyphura costalis Butler
- Cyphura falka Swinhoe
- Cyphura geminia (Cramer, 1777) (Isla Ambon)
- Cyphura gutturalis Swinhoe, 1916
- Cyphura latimarginata Swinhoe, 1902
- Cyphura maxima Strand
- Cyphura multistrigaria Warren
- Cyphura pardata Warren
- Cyphura phantasma Felder
- Cyphura pieridaria Warren, 1902
- Cyphura semialba Warren
- Cyphura semiobsoleta Warren
- Cyphura subsimilis Warren, 1902
- Cyphura swinhoei Joicey, 1917
- Cyphura urapteroides Joicey

- Lyssa Hübner, 1823

- Lyssa agathyrsus Kirsch, 1877
- Lyssa aruus Felder, 1874
- Lyssa aurora Salvin & Godman, 1877

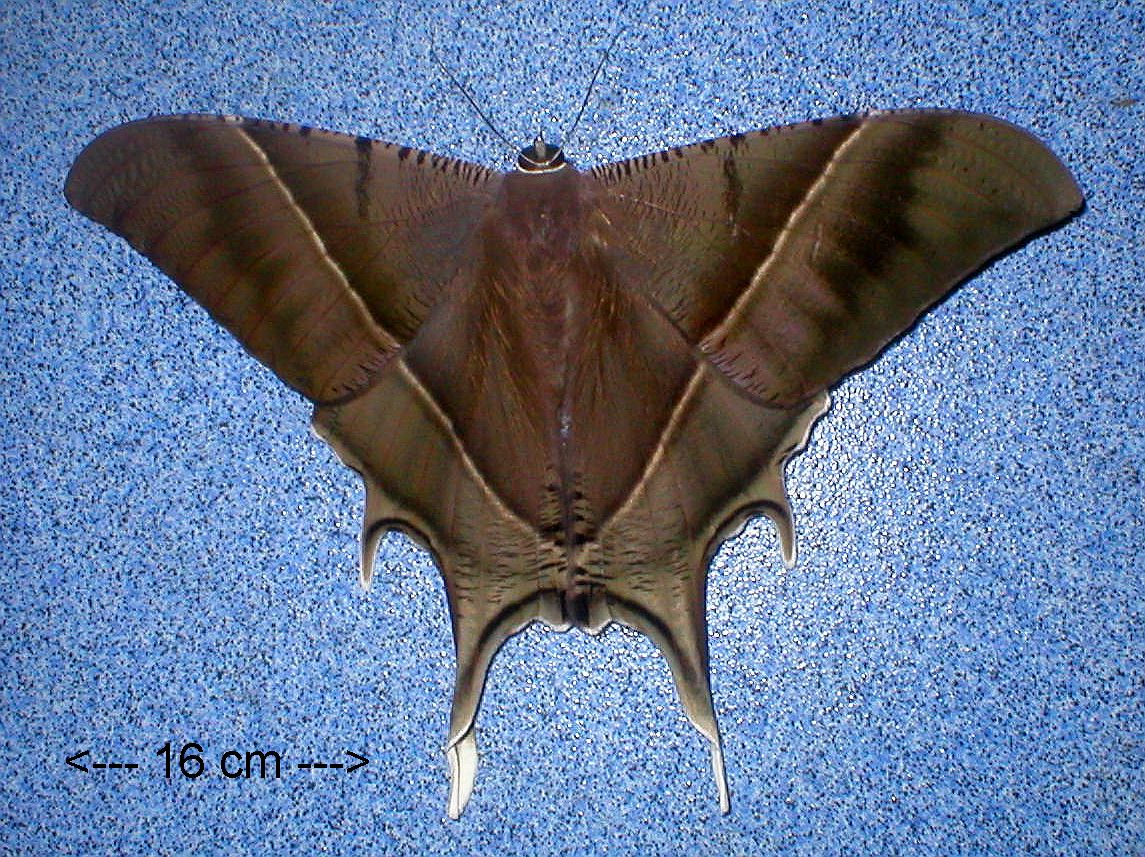
Lyssa zampa de Laos.

- Lyssa curvata Skinner, 1903 (Vanuatu)
- Lyssa latona Druce, 1886
- Lyssa macleayi (Montrouzier, 1857) (Australia)
- Lyssa menoetius (Hopffer, 1856) (Borneo, Filipinas, Sangir, Sulawesi)
- Lyssa mutata Butler, 1887 (islas Solomon)
- Lyssa patroclus (Linnaeus, 1758) (Molucas)
- Lyssa toxopeusi Regteren Altena, 1953
- Lyssa zampa (Butler, 1869) (Himalaya hasta el sur de China, Tailandia, Andaman, Filipinas, Sulawesi)

- Urania Fabricius, 1807

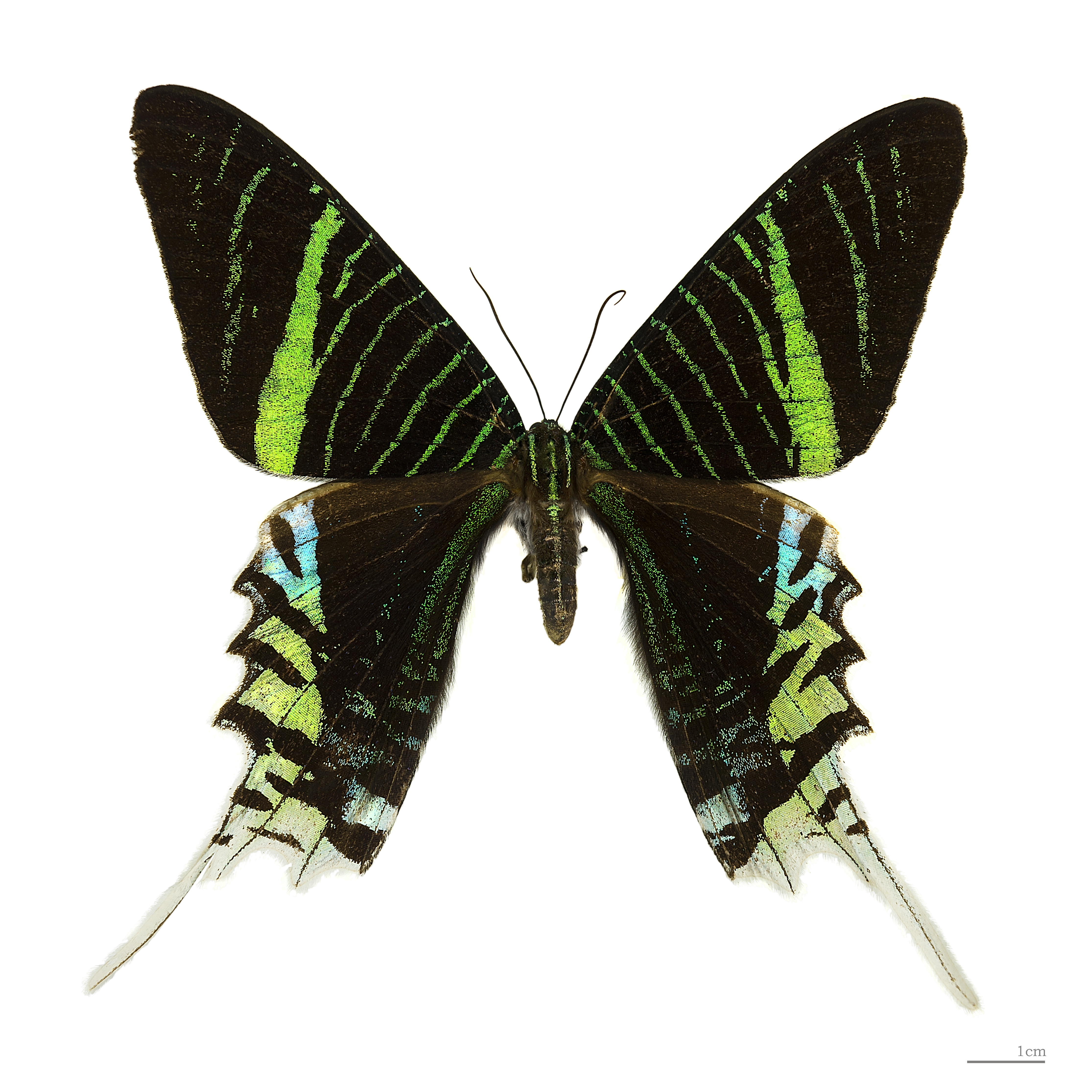
Urania leilus.

- Urania leilus (Linnaeus, 1758) (Centro y región Amazónica de Sudamérica)
- Urania brasiliensis Swainson, 1833 (Mata Atlántica, Brasil)
- Urania fulgens (Walker, 1854) (Veracruz, México, América Central hasta el norte de Ecuador al oeste de los Andes)
- Urania boisduvalii Guérin-Meneville, 1829 (Oeste de Cuba)
- Urania sloanus Cramer, 1779 (Jamaica, extinta)

- Urapteritra Viette, 1972

- Urapteritra antsianakariae Oberthür, 1923 (Madagascar)
- Urapteritra falcifera (Weymer, 1892) (África del este)
- Urapteritra mabillei Viette, 1972 (Madagascar)
- Urapteritra montana Viette, 1972 (Madagascar)
- Urapteritra piperita Oberthür, 1923 (Madagascar)
- Urapteritra suavis Oberthür, 1923 (Madagascar)

- Urapteroides Moore, 1888

- Urapteroides anerces Meyrick, 1886 (Fiji)
- Urapteroides astheniata (Guenée, 1857) (Himalaya hasta Nueva Guinea, Queensland)
- Urapteroides diana Swinhoe
- Urapteroides equestraria Boisduval
- Urapteroides fasciata Mabille, 1878
- Urapteroides hyemalis Butler, 1887 (islas Solomon, Vanuatu)
- Urapteroides malgassaria Mabille, 1878]
- Urapteroides swinhoei Rothschild]
- Urapteroides urapterina Butler, 1877